# Aporophyla cyrenaica
Aporophyla cyrenaica là một loài bướm đêm trong họ Noctuidae.